# Anders Olofsson i Hillingsäter
Anders Olofsson, född 1711, död 3 oktober 1772 i Hillingsäter, Färgelanda socken, var en svensk bonde och riksdagsman.
Anders Olofsson var son till bonden Olof Andersson och bonde i Hillingsäter. Under riksdagen 1755–1756 var han bondeståndets riksdagsledamot, och gjorde sig under riksdagen känd som en ivrig partigängare för hovpartiet, som under riksdagen låg i strid med hattpartiet. Då det ryktades att några ledamöter av bondeståndet i hemlighet inbjudits till kungen, försökte hattarna genom spioner utforska vad som pågick. Anders Olofsson inbjöds av några officerare till ett dryckeslag där han började skryta om sina besök på slottet, där han bland annat få "taga snus utur konungens dosa" och fört diskussioner om förändringar av regeringsskicket. Sedan rapport avgetts till hattchefen Axel von Fersen fördes  saken inför rättegång och Anders Olofsson häktades. Målet hänfördes till ständernas kommission, som dömde Anders Olofsson till döden för förgripelser mot kungen och "vrånga utlåtelser om Svea rikes lyckliga regeringssätt". Som han led av skörbjugg och var oredig i tal och begrepp, nedsattes hans fängelse till fjorton dygns fängelse på vatten och bröd och förlust av riksdagsmannarätten. Anders Olofsson hade då redan suttit tio månader i häkte. Vid ett misslyckat rymningsförsök hade han brutit ena lårbenet.